# جورجیو مرلانو
جورجیو مرلانو (انگلیسی: Giorgio Merlano؛ زادهٔ ۱۹ ژوئیهٔ ۱۹۸۸) بازیکن فوتبال اهل ایتالیا است.
از باشگاه‌هایی که در آن بازی کرده‌است می‌توان به باشگاه فوتبال یوونتوس اشاره کرد.